# Alfred Armand Velpeau

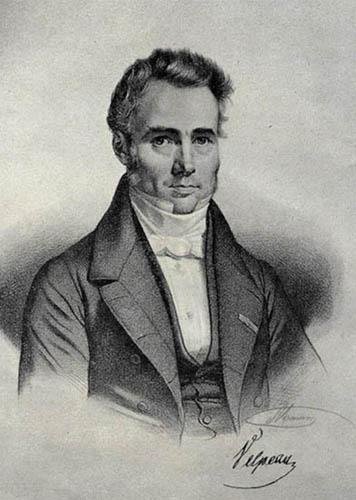
Alfred Velpeau, vor 1851

Alfred Armand Louis Marie Velpeau (* 18. Mai 1795 Brèches/Département Indre-et-Loire nahe Tours; † 24. August 1867 in Paris) war ein französischer Chirurg sowie Anatom und Geburtshelfer.

## Leben
Alfred Louis Marie Velpeau, der Sohn eines Dorfhandwerkers, war ein Medizinstudent in Tours und Assistent von Pierre Fidèle Bretonneau (1778–1862). Sein Medizinstudium unterbrach er wegen einer Tätigkeit als Officier de santé und setzte es 1820 fort. 1823 wurde er promoviert. Während seiner frühen Karriere war er Chirurg in verschiedenen Spitälern in Paris. Nach dem Tod von Baron Alexis Boyer (1757–1833) hatte er den Lehrstuhl für Chirurgie an der Sorbonne inne. Er verblieb bis zu seinem Tode in dieser Position. Einer seiner bekanntesten Studenten war Ramón Emeterio Betances, der Vater der puerto-ricanischen Unabhängigkeitsbewegung.
Velpeau veröffentlichte mehr als 340 Werke über Chirurgie, Embryologie, Anatomie und Geburtshilfe. 1827 beschrieb er als erster die Akute myeloische Leukämie. 1830 veröffentlichte er das bekannte Werk Traité élémentaire de l’art des accouchements über Geburtshilfe. 1839 beschrieb er als erster die Acne inversa.
Bekannt geworden ist seine damalige Einschätzung der Möglichkeit, Operationen in Narkose durchzuführen, wozu er kurz vor der 1846 erfolgten Entdeckung der ersten modernen Anästhesieverfahren sinngemäß 1839 sagte: „Den Schmerz während der Operation zu vermeiden, ist Unsinn, an den niemand mehr glaubt“, wörtlicher: „Den Schmerz bei Inzisionen zu vermeiden, ist eine Chimäre, der niemand mehr nachjagt. Chirurgisches Skalpell und Schmerz sind in der operativen Medizin zwei Begriffe, die dem Kranken niemals getrennt voneinander begegnen, mit deren Zusammengehörigkeit man sich für alle Zeit abfinden muß.“
1843 wurde er Mitglied der Académie des sciences.

## Schriften (Auswahl)
- Nouveaux éléments de la medecine opératoire. Brüssel 1832.
- Nevroms. In: Leçons orales de clinique chirurgicale. Band 3. G. Baillère, Paris 1841, S. 408–424.